# Jünger
Der Begriff Jünger (von althochdeutsch jungiro „Lehrling“, aus jung) bezeichnet jemanden, der sich einer religiös prägenden Persönlichkeit zur Zeit ihres Wirkens und Lehrens anschließt.
Bei der Leitfigur handelt es sich in der Regel um einen Religionsstifter oder -erneuerer (Buddha, Konfuzius, Laotse, Mani, Zarathustra, Jesus Christus, Mohammed, Nanak Dev oder andere). Nicht alle religiösen Enthusiasten versammelten Jünger um sich.
Ein Jünger ist ein Angehöriger (Gefolgsmann) einer gemeinschaftlich folgenden Gruppe von Jüngern. Die Jünger im engsten Kreis bilden eine besondere Elite mit einem besonderen Anspruch und hervorgehobener Autorität in der religiösen Gemeinde um die Leitfigur und deren Lehren und Wirken.
Ein Jünger ist mehr als ein Schüler. Wenn es auch in religiösen Bezügen ausgesprochene Lehrer-Schüler-Verhältnisse geben kann, geht die Beziehung des Jüngers zum Meister insofern darüber hinaus, als der Jünger vor dem Erwerb von Wissen und Fähigkeiten z. B. die Erfahrung der Gemeinschaft, persönlichen Verbundenheit und des Vertrauens genießt.
Nach dem Tod des Religionsstifters wirken die Jünger weiter als dessen Repräsentanten („Augenzeugen“) und Verwalter der religiösen Lehren der Leitfigur. Sie können so als eine Gemeinschaft der Zeugen und Verwalter bis zum Tod die Voraussetzung zum Entstehen neuer Sekten innerhalb einer Religion oder außerhalb zu einer neuen Religion bilden. Alle Mitglieder der religiösen Gemeinde um die Leitfigur und deren Lehren und Wirken, die keine Jünger sind, werden als Anhänger bezeichnet. Nach dem Tode der Leitfigur und ihrer Jünger gibt es folglich nur noch religiöse Anhänger.

## Christentum
Als Jünger bezeichnet das Neue Testament jene Menschen, die Jesus nachfolgen (Apg 11,26 ). Der Begriff übersetzt das griechische Wort μαθηταί mathētai, das wörtlich Lehrlinge oder Schüler heißt (dieser Begriff wird manchmal anstelle von Jünger verwendet, z. B. im Buchtitel Jesus und seine Schüler).
Neben den ersten Jüngern, die Jesus aus den Juden heraus berief, nehmen die Evangelien Bezug auf weitere Jünger; ihre Zahl wird mit 70 bzw. 72 beziffert (Lk 10,1 ). Andere Stellen lassen den Schluss auf eine größere Anzahl zu (z. B. Apg 6,7  und Joh 6,66 ). Im Gegensatz zur Apostelliste umfasst die Schar der Jünger nicht nur Männer; sondern auch Frauen. Dazu gehören Maria Magdalena, Johanna Chusa und Susanna (Lk 8,2–3 ) sowie Maria und Martha, die Schwestern des Lazarus, Lydia (Apg 16,14 ) und Tabita (Apg 9,36 ). Nach seiner Auferstehung beauftragte Jesus seine Jünger, andere Menschen zu Jüngern zu machen (Missionsbefehl, Mt 28,18–20 ).

## Islam
Auch im Islam gelten die Jünger Jesu (arabisch الحواريون, DMG al-Ḥawārīyūn) als jene Menschen, die an ihn glaubten, ihm folgten und an die Einzigkeit Allahs glaubten. So steht im Koran:

„Und als ich den Jüngern eingab: „Glaubt an mich und an meinen Gesandten!“ Sie sagten: „Wir glauben. Bezeuge, dass wir dir ergeben sind!““

In Sure 61 Vers 14:

„O die ihr glaubt, seid Allāhs Helfer, so wie ʿĪsā, der Sohn Maryams, zu den Jüngern sagte: „Wer sind meine Helfer (auf dem Weg) zu Allāh (hin)?“ Die Jünger sagten: „Wir sind Allāhs Helfer.“ So glaubte ein Teil von den Kindern Isrāʾīls, während ein (anderer) Teil ungläubig war. Da stärkten wir diejenigen, die glaubten, gegen ihre Feinde, und so bekamen sie die Oberhand.“